# Rio Jacupiranguinha
O rio Jacupiranguinha é um rio brasileiro do estado de São Paulo, pertence à bacia do rio Ribeira de Iguape.
O rio Jacupiranguinha nasce próximo ao lmite de município entre Cajati e Barra do Turvo, entre a serra do Cadeado e a Serra do Aleixo  na localização geográfica, latitude 24º52'46" sul e longitude 48º17'26" oeste, muito próximo ao estado do Paraná.

## Percurso
Da nascente segue em direção nordeste (030º) do estado de São Paulo,  segue sempre  paralelo a rodovia BR-116 (dando a impressão realmente que na construção da rodovia, neste trecho, foi seguido o curso deste rio) em direção ao nordeste (060º) atravessa a cidade de Cajati sempre acompanhando a BR-116 e poucos quilômetros depois se junta com o rio Guaraú para formar o rio Jacupiranga praticamente na cidade de mesmo nome.
Apresenta perfil muito acidentado na parte alta de seu curso, onde existem muitas corredeiras e cachoeiras, e recebe como principais tributário os rios Braço Feio, Capelinha, Queimado e Azeite. Todos muito correntosos e com dezenas de quedas d'água, algumas com mais de 15 metros de queda, destacando-se as cachoeiras do Azeite e Capelinha. Seu curso segue acidentado até a Barra do Rio Azeite, após o jacupiranguinha segue por uma área muito sedimentada, sua corrente diminui de velocidade e apresenta curso muito sinuoso com extensas planícies aluviais, que são constantemente  invadidas pelas cheias sazonais. Recebe muitos ribeirões e córregos, com destaque para o Rio Bananal que é bastante extenso com seu curso inferior bastante sinuoso e com pouco desnivio, e curso superior com belíssimas cachoeiras. Após a barra do rio Bananal o Jacupiranguinha entra na área urbana de Cajati, onde recebe os córregos Cachoeirinha, Fernandes, o Ribeirão da Serra e outros córregos menores e o desague das represas de decantação da indústria. Abaixo de Cajati seu curso se torna ainda mais sinuoso e com inúmeros meândros e curvas abandonadas pelo rio, poucos quilometros abaixo o jacupiranguinha recebe o rio Guaraú, e juntos eles formam o Rio Jacupiranga, um dos principais afluêntes do Rio Ribeira de Iguape.

## Banha os municípios
Passa pelos municípios de: Cajati e Jacupiranga

## Afluentes
- Margem sul:
  - rio Guaraú, Córrego Cachoeirinha, Córrego Fernandes, Ribeirão da Serra, Ribeirão Onça Parda, Rio Azeite, Rio Timbuva, Rio Braço Feio, Rio Grota Funda

- Margem norte:
  - Rio Bananal, Rio Manoel Gomes, Ribeirão de Lavras, Rio Queimado, Rio Capelinha

## Final
Em no limite de município entre Cajati e Jacupiranga, quando se junta ao rio Guaraú na localização geográfica, latitude 24º41'21" sul e longitude 48º03'31" oeste, formando o rio Jacupiranga este por sua vez se torna afluente do rio Ribeira de Iguape que deságua no Oceano Atlântico em Iguape.

## Extensão
Percorre neste trajeto uma distância de mais ou menos 60 quilômetros.

## Referência
- Mapa Rodoviário do Estado de São Paulo - (2004) - DER